# Redstockings
A Redstockings, também conhecida como Redstockings of the Women's Liberation Movement, é uma organização política feminista radical estadunidense, fundada em janeiro de 1969 na cidade de Nova York, com objetivo de "defender e avançar a agenda de libertação das mulheres". O nome do grupo é uma subversão do termo bluestocking, utilizado para menosprezar as intelectuais feministas de séculos anteriores. A troca de blue por red (azul por vermelho) associa a organização com a esquerda revolucionária.

## História
O grupo foi iniciado por Ellen Willis e Shulamith Firestone, em janeiro de 1969, após a separação do New York Radical Women. Outras participantes iniciais incluíram Kathie Sarachild, Patricia Mainardi, Barbara Leon, Lucinda Cisler, Irene Peslikis, e Alix Kates Shulman. Firestone logo se separou do grupo para formar o New York Radical Feminists, junto com Anne Koedt. Rita Mae Brown também participou brevemente do grupo durante 1970.
O grupo era ativo principalmente na cidade de Nova York, onde residia a maior parte de suas militantes. Depois, o grupo passou a atuar também em Gainesville, na Flórida. Um grupo chamado Redstockings West surgiu em San Francisco, na Costa Oeste dos Estados Unidos, ainda em 1969, mas era independente do grupo da Costa Leste. A Redstockings passou por várias fases de atividade e inatividade: desbandou-se em 1970 e foi refundada em 1973 por Sarachild, Carol Hanisch, Mainardi e Leon - Willis estava envolvida apenas de forma indireta.

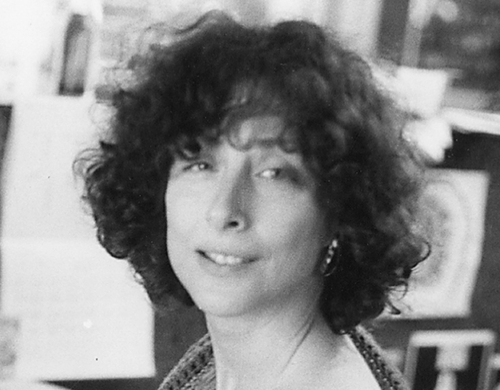
Ellen Willis, fundadora da Redstockings

### Defesa do direito ao aborto
Uma das primeiras ações do grupo foi em 13 de fevereiro de 1969, quando suas militantes invadiram uma audiência do New York State Joint Legislative Committee on Public Health (em português, Comitê Legislativo Conjunto de Saúde Pública do Estado de Nova York), que estava pautando a reforma da lei do aborto. Elas protestaram contra a audiência, perguntando: "Por que 14 homens e apenas uma mulher estão na sua lista de oradores - e ela é freira?" O presidente do comitê respondeu que esses eram os especialistas no assunto. Isto enfureceu as mulheres da Redstockings, que defendiam que as melhores especialistas em aborto eram as mulheres e que a lei do aborto precisava ser revogada em vez de reformada. No mês seguinte, a Redstockings uma "audiência" independente, uma reunião aberta na Washington Square Methodist Church (Igreja Metodista de Washington Square), onde doze mulheres testemunharam sobre suas experiências com o aborto ilegal. O evento possibilitou que pessoas diretamente envolvidas com as consequências da ilegalidade do aborto pudessem ter voz: "Nós somos as verdadeiras especialistas, as únicas especialistas, nós que abortamos", disse uma das doze testemunhas. Uma das mulheres presentes foi Gloria Steinem, que anos depois identificou o encontro como um marco histórico do movimento feminista estadunidense.
Em 3 de março de 1989, a Redstockingsse reuniu na Igreja Metodista de Washington Square para a comemoração do 20º aniversário de sua reunião icônica reunião de 1969. Na ocasião, proferiram um discurso intitulado "Abortion: Women Tell it Like it Is, Was, and Ought to Be...1969-1989" (em português, Aborto: as mulheres dizem como é, foi e deveria ser ... 1969- 1989)

## Ideologia
O grupo defende a conscientização sobre os direitos da mulheres a partir do que convencionaram como "A Linha Pró-Mulher": a ideia de que a submissão das mulheres à supremacia masculina foi uma adaptação consciente à sua falta de poder sob o patriarcado. Esta tese contrapõe-se à ideia de que as mulheres terem internalizado uma "lavagem cerebral" de submissão ao patriarcado, como foi defendido por outros setores do feminismo radical. O movimento de conscientização alia a teoria do "pessoal é o político" à prática de ação feminista. Para a Redstockings a ação é mais essencial para o feminismo do que a filiação organizacional.
A relação da Redstockings com outras vertentes feministas da década de 1970 era complicada. Como muitas outras feministas radicais, elas criticavam grupos feministas liberais como a Organização Nacional das Mulheres, pois consideravam ineficaz a promoção da libertação das mulheres via reformas institucionais. Segundo suas militantes, esta via ignora o poder interpessoal que os homens têm sobre as mulheres.
Em comparação a outros grupos feministas radicais, a Redstockings apresentava um posicionamento mais próximo ao marxismo. No entanto, rejeitava-se fortemente o feminismo socialista (chamado por suas participantes de "feminismo político"), pois também consideravam ineficaz a subordinação da questão da libertação das mulheres à luta de classes. Por outro lado, a Redstockings era contra o feminismo cultural, que, em sua opinião, substituiu a construção de uma cultura feminina separatista pelo engajamento político. Na visão da Redstockings, as outras tendências do feminismo radical surgidas especialmente depois de 1975, eram expressões do "feminismo cultural".
A Redstockings se opôs fortemente ao separatismo lésbico, vendo as relações interpessoais com os homens como uma importante arena de luta feminista e, portanto, vendo o separatismo como escapista. Como a maioria das feministas radicais da época, via-se o lesbianismo como uma identidade política e não como uma parte fundamental da identidade pessoal. Opunha-se também à homossexualidade masculina, vista por suas participantes como uma rejeição profundamente misógina das mulheres. A perspectiva da Redstockings sobre gays e lésbicas é frequentemente criticada como homofóbica.